# Beg for It (canção)
"Beg for It" é uma canção da rapper australiana Iggy Azalea, com a parceria da cantora dinamarquesa MØ, lançada como primeiro single para a reedição de seu primeiro álbum de estúdio, Reclassified "Beg for It" foi escrita por Azalea e Charli XCX.
A canção recebeu críticas geralmente favoráveis dos críticos de música, muitos dos quais elogiaram-a por ser cativante. Outros foram, no entanto, ambivalentes em relação as suas semelhanças com singles anteriores de Azalea "Black Widow" e Fancy". "Beg for It" se tornou um hit top 30 nos Estados Unidos e na Austrália, onde chegou ao número 27 e número 29, respectivamente. Ele foi mais bem sucedido na parada estadunidense Hot R&B/Hip-Hop Songs, onde alcançou a posição número oito durante cinco semanas consecutivas e tornou-se o quarto hit top 10 de 2014 de Azalea. Em janeiro de 2015, "Beg for It" foi certificado ouro pela RIAA.
Um vídeo da música que acompanha para a canção, dirigido por David LaChapelle, foi cancelado devido a conflitos de agenda e programação da excursão conflitantes de Azalea. Em vez disso, um vídeo lírico de acompanhamento para a canção foi lançada na página da Azalea no VEVO. Sua primeira apresentação ao vivo da canção no Saturday Night Live foi muito criticada por diversos críticos, que comentaram extensivamente sobre a latência vocal de MØ, sincronismo e pobre desempenho, considerando-o "um dos momentos mais dignos de vergonha alheia na história recente". MØ enviou um pedido de desculpas escrita à mão em resposta às críticas, em que ela explicou que ela teve dificuldades técnicas com seu microfone. A cantora estava ausente de todas subsequentes performances ao vivo de Azalea de "Beg For It" no The Tonight Show Starring Jimmy Fallon, People's Choice Awards e American Music Awards.

## Antecedentes
Em 17 de setembro de 2014, Azalea divulgou a prévia de uma nova faixa durante seu show como atração principal no O2 Shepherd's Bush Empire em Londres. Em 10 de outubro de 2014, Azalea anunciou seu novo single "Beg for It" pelo Twitter, com a parceria da cantora dinamarquesa MØ, e que a faixa seria apresentada pela primeira vez no Saturday Night Live. Em 17 de outubro de 2014, Azalea revelou a capa do single e citando como inspiração o artista americano Patrick Nagel.

## Performances ao vivo
Em 25 de outubro de 2014, Azalea e MØ apresentaram a música pela primeira vez no Saturday Night Live em um episódio da 40ª temporada, apresentado por Jim Carrey.
Azalea apresentou o single em 23 de novembro de 2014, no American Music Awards, dessa vez sem a participação de MØ.
O single também foi apresentado no talk show de Jimmy Fallon, mais uma vez sem a presença da cantora MØ, duramente criticada por sua apresentação ao lado de Azalea no Saturday Night Live.

## Posições
| Tabela musical (2014)                        | Melhor posição |
| -------------------------------------------- | -------------- |
| Austrália (ARIA Charts)                      | 29             |
| Bélgica (Ultratop 50 de Flandres)            | 12             |
| Canadá (Canadian Hot 100)                    | 44             |
| Estados Unidos (Billboard Hot 100)           | 27             |
| Estados Unidos (Pop Songs)                   | 11             |
| Estados Unidos (Rhythmic Songs)              | 4              |
| Estados Unidos - Billboard R&B/Hip-Hop Songs | 8              |
| Reino Unido - UK Singles Chart               | 111            |
| Reino Unido - UK R&B Singles Chart           | 16             |